# Jan Światkowski
Jan Światkowski, ps. „Kruk” (ur. 26 stycznia 1893 w Tuszowie Narodowym, zm. 13 lutego 1963 w Krakowie) – podpułkownik piechoty Wojska Polskiego, działacz niepodległościowy, kawaler Orderu Virtuti Militari.

## Życiorys
Urodził się 26 stycznia 1893 w Tuszowie Narodowym, w ówczesnym powiecie mieleckim, w rodzinie Mateusza i Agnieszki z Malców. Uczęszczał do c. k. Gimnazjum w Mielcu. Od grudnia 1912 był członkiem Związku Walki Czynnej w Mielcu, posługując się pseudonimem „Kruk”. Działał w Polskich Drużynach Strzeleckich.
Po wybuchu I wojny światowej, żołnierz 1 pułku piechoty Legionów Polskich od 26 sierpnia 1914. Pełnił służbę na różnych stanowiskach podoficerskich, m.in. sierżanta-szefa kompanii Szkoły Oficerskiej w Zambrowie. 20 grudnia 1915 w mieleckim gimnazjum razem z Tadeuszem Lubicz-Niezabitowskim, w terminie nadzwyczajnym (w czasie urlopu z frontu), zdał egzamin i otrzymał świadectwo dojrzałości. 26 maja 1916 został ranny pod Kostiuchnówką w czasie walk na reducie Józefa Piłsudskiego. Po kryzysie przysięgowym został we wrześniu 1917 wcielony do austriackiego 56 pułku piechoty im. Grafa Daun w Wadowicach, a w czerwcu 1918 do 40 pułku piechoty im. Rycerza von Pino w Rzeszowie z którym na froncie włoskim walczył nad Piawą. Od sierpnia do października 1918 w Szkole Oficerów Rezerwy X Korpusu w Mürzuschlag był dowódcą plutonu. Odznaczony austriackim Srebrnym Medalem Waleczności I klasy.
W Wojsku Polskim służył w Mielcu od 1 listopada 1918. Był przyjęty jako podporucznik do 23 pułku piechoty. Podczas działań pułku w grupie płk. Leopolda Lisa-Kuli pod Machnowem i Uchnowem był dowódcą kompanii. 7 stycznia 1919 dowodząc kilkoma żołnierzami wdarł się do wsi Machnów zadając nieprzyjacielowi znaczne straty. W dniach 16–18 czerwca 1920 dowodząc 10 kompanią w lasach pod Brzostowicą zdobył pozycje bolszewickie i pomimo ostrzału i siedmiokrotnych ataków nieprzyjaciela zdołał je utrzymać. Raniony odłamkiem szrapnela w głowę pod Okuniewem nie opuścił stanowiska podtrzymując na duchu żołnierzy. Podczas obrony wsi Karasino w dniu 27 lipca 1920, gdy dowodzony przez niego oddział zaatakowały znaczne siły kawalerii i piechoty bolszewickiej, pomimo silnego ognia zatrzymał nieprzyjaciela atakiem na bagnety, a następnie zmusił wroga do cofnięcia się. 2 sierpnia 1920 dowodził obroną prawego skrzydła podczas ataku nieprzyjaciela na odcinek III batalionu. Odparto pierwszy atak, a podczas drugiego, pomimo wdarcia się nieprzyjaciela do okopów sąsiedniej kompanii, bronili się zaciekle i dopiero na rozkaz wycofał swój oddział. Podczas odwrotu odpierał ataki bolszewickiej kawalerii, przyczyniając się do zatrzymania rozpędzonych polskich żołnierzy i stawienia oporu wrogowi. Za czyny i służbę na froncie polsko-bolszewickim dwukrotnie odznaczony Krzyżem Walecznych i Orderem Virtuti Militari (1921 rok). Po zakończeniu działań będąc oficerem III batalionu 23 pułku piechoty, aż do przesunięcia pułku do Włodzimierza pełnił służbę na polsko-litewskiej linii demarkacyjnej.
Od 30 października 1921 do 3 marca 1923 był słuchaczem kursu doskonalącego w Doświadczalnym Centrum Wyszkolenia w Rembertowie. Po ukończeniu kursu został przydzielony do III batalionu 23 pułku piechoty we Włodzimierzu. Od 11 kwietnia 1924 do 29 sierpnia 1925 jako instruktor kursu doszkolenia młodszych oficerów piechoty był oddelegowany do Centralnej Szkoły Podoficerów Piechoty nr 1 w Chełmnie. Adiutant III batalionu od 28 stycznia 1926, a od 19 czerwca do 30 sierpnia 1926 zastępował adiutanta pułku oraz był adiutantem I batalionu od 24 września 1926. Od 29 października 1926 był w zastępstwie dowódcą I batalionu. 18 lutego 1928 prezydent RP nadał mu z dniem 1 stycznia 1928 stopień majora w korpusie oficerów piechoty i 44. lokatą. W kwietniu tego roku został wyznaczony na stanowisko oficera Przysposobienia Wojskowego 23 pp. W marcu 1931 został przesunięty ze stanowiska obwodowego komendanta Przysposobienia Wojskowego na stanowisko dowódcy batalionu.
Przeniesiony 14 marca 1934 ze stanowiska dowódcy I batalionu 23 pułku piechoty do Brygady KOP „Polesie”. Uczestnik kursu taktyczno-strzeleckiego w Centrum Wyszkolenia Piechoty w Rembertowie od 25 kwietnia 1934. Od 9 czerwca 1934 dowódca Batalionu KOP „Rokitno”. Na dowódcę Batalionu KOP „Suwałki” został przeniesiony 24 grudnia 1935. Awansowany na stopień podpułkownika 19 stycznia 1936. 21 marca 1936 nadano mu Odznakę KOP „Za służbę graniczną”. 9 grudnia 1937 przeniesiony do Pułku KOP „Głębokie” na stanowisko zastępcy dowódcy i na którym pozostawał do mobilizacji jednostek KOP w 1939. Podczas mobilizacji oraz po wybuchu wojny dowodził odtworzonym Pułkiem KOP „Głębokie”. Po agresji sowieckiej, wraz z resztkami rozbitej przez Armię Czerwoną jednostki został internowany na Łotwie. W 1940 aresztowany przez NKWD i osadzony w więzieniu w Rydze. W maju 1941 zesłany do obozu pracy w Komi na 10 lat. Po ogłoszeniu amnestii, od września 1941 przebywał w obozach Armii Polskiej na Wschodzie. Wyznaczony dowódcą Ośrodka Zapasowego 6 Dywizji Piechoty w Buzułuku. Wyszedł z Rosji wraz z armią gen. Władysława Andersa. Służył w dowództwach etapów; Irak-Iran-Palestyna. W 1944 roku, po ciężkiej chorobie, został mianowany komendantem Placu w Jerozolimie. Za zasługi na rzecz miasta otrzymał Złoty Sygnet z Krzyżem Jerozolimskim. Po zakończeniu wojny komendant obozu etapowego w Forres w Wielkiej Brytanii. Ukończył szkołę ogrodniczą w Szkocji przygotowując się do powrotu do kraju.
We wrześniu 1947 przypłynął do Gdańska. Początkowo zamieszkał w Krakowie. 12 września 1947 po weryfikacji został przeniesiony do rezerwy, a w stan spoczynku 28 lutego 1950. Od września 1947 mieszkał w Głogoczowie k. Krakowa, gdzie prowadził gospodarstwo rolno-ogrodnicze. Zmarł 13 lutego 1963 w Krakowie i został pochowany na cmentarzu Rakowickim.
25 września 1921 w Święcianach poślubił Józefę Jakubianiec, z którą miał córkę Wandę Janinę (ur. 27 stycznia 1923) i syna Lecha Kazimierza (ur. 20 marca 1927).

## Ordery i odznaczenia
- Krzyż Srebrny Orderu Wojskowego Virtuti Militari nr 1253 – 17 maja 1921[14]
- Krzyż Niepodległości – 13 kwietnia 1931 „za pracę w dziele odzyskania niepodległości”[15]
- Krzyż Kawalerski Orderu Odrodzenia Polski – 1938 „za zasługi na polu pracy społecznej”[16]
- Krzyż Walecznych dwukrotnie
- Złoty Krzyż Zasługi z Mieczami
- Złoty Krzyż Zasługi – 10 listopada 1928[17]
- Medal Pamiątkowy za Wojnę 1918–1921[18]
- Medal Dziesięciolecia Odzyskanej Niepodległości[18]
- Odznaka za Rany i Kontuzje[18]
- Odznaka „Za wierną służbę”[18]
- Odznaka KOP „Za służbę graniczną” – 21 marca 1936
- Odznaka 23 Pułku Piechoty[18]
- łotewski Medal Pamiątkowy 1918-1928 – 6 sierpnia 1929[19]
- austriacki Srebrny Medal Waleczności I klasy